# Бемариву
Бемари́ву (малаг. Bemarivo) — река на севере Мадагаскара в провинции Анциранана.
Длина — 140 км. Площадь водосборного бассейна — 5400 км². 
Начинается Бемариву на восточных склонах горного массива Царатанана. Первые 70 км течения средний уклон реки равняется 30 м/км. Генеральным направлением течения является восток.
Главный правобережный приток — Андруранга; ещё одним крупным притоком правого берега является Андзиалава. 